# حرب أوغادين
حرب أوغادين هي حرب دارت بين الصومال وجارتها إثيوبيا بسبب النزاع على تبعية إقليم اوغادين الذي تقطنه القومية الصومالية، وبدأت فيها القوات الصومالية الهجوم بعد فشل الحلول السياسية.

## الحرب
خلال الأسبوع الأول من المعارك استطاع الجيش الصومالي بسط سيطرته على وسط وجنوب الإقليم، وعلى مدار الحرب قام الجيش الصومالي بتحقيق الانتصارات على الجيش الإثيوبي الواحد تلو الأخر وتعقب فلول الجيش الإثيوبي المنسحبة حتى مقاطعة سيدامو الإثيوبية. وبحلول أيلول/سبتمبر من عام 1977 تمكنت الصومال من السيطرة على قرابة 90% من الإقليم كما نجحت في الاستيلاء على المدن الاستراتيجية الهامة مثل مدينة جيجيجا كما قامت بضرب حصار خانق حول مدينة ديرة داوا مما أصاب حركة القطارات من المدينة إلى جيبوتي بالشلل. وبعد حصار مدينة هرار قام الاتحاد السوفيتي بتوجيه دعم عسكري لم تشهده منطقة القرن الإفريقي من قبل لحكومة إثيوبيا الشيوعية تمثل في 18,000 من الجنود الكوبيين و 2,000 من جمهورية اليمن الديمقراطية الشعبية بالإضافة إلى 1,500 من الخبراء العسكريين السوفييت تدعمهم المدرعات والمركبات والطائرات السوفيتية. وفي مواجهة تلك القوة الهائلة أجبر الجيش الصومالي على الانسحاب وطلب المساعدة من الولايات المتحدة. وبالرغم من إبداء نظام جيمي كارتر استعداده لمساعدة الصومال خلال الحرب في بادئ الأمر إلا أن تدخل السوفييت السريع لإنقاذ إثيوبيا حال دون ذلك خشية توتر العلاقات أكثر فأكثر بين القوتين العظيمتين، ومع تراجع الولايات المتحدة عن مساعدة الصومال تراجع كذلك حلفاؤها من الشرق الأوسط وأسيا.